# 오다큐 전철 4000형 전동차 (2007년 도입)
오다큐 4000형 전동차(일본어: 小田急4000形電車 (2代))는 오다큐 전철(오다큐)에서 2007년 이후 운용되고 있는 통근형 전동차이다.
도쿄 지하철(도쿄 메트로) 지요다 선 직통용 차량으로 제조된 차량으로 동일본 여객철도(JR동일본) E233계 전동차와 도쿄 급행 전철 5000계 전동차를 기반으로 했으며 가능한 E233계의 사양 그대로 도입하여 이전의 오다큐 통근 차량에서의 차량에 대한 방침이 변화된 부분이 몇가지 존재한다.
오다큐에서는 편성 표기시 '신주쿠 방면 선두차의 차량 번호(신주쿠 방면 선두차 차호)×두 수'로 표시를 사용하기에 본문에서도 그것에 따라 특정의 편성을 표기할 때는 '4056×10'처럼 표기한다. 또한 특정 차량을 표기하는 경우는 차량 번호에서 '데하 4200번대' 등과 같이 표기한다.

## 개발 경위
오다큐에서는 도쿄 메트로 지요다 선 직통 차량으로 기존의 1000형을 운용해 왔다. 그러나 6량 편성과 4량 편성을 병결한 10량 편성이 있는 유형의 편성은 2003년에 발생한 대구지하철 방화 사고의 교훈으로 지하철 노선내의 긴급시 승객 대피에 지장이 생길 가능성이 지적되었다. 따라서 만일의 대피를 고려한 10량 고정 편성으로 운용하는 것이 필요했기에 본 계열 제조가 시작되었다.
또한 오다큐에서는 2001년부터 2006년까지 표준형 차량으로 3000형을 증비하면서 2600형(NHE차)·초대 4000형·9000형을 교체하고 있었다. 이어 5000형을 바꾸기 위한 차량으로 3000형으로 진행된 표준 설계를 더 추진하는 동시에 운행 장해 저감을 목표로 주요 기기와 회로를 이중으로 분류와 함께 배리어프리화 추진을 도모하기로 했다.
이렇게 JR동일본 E233계를 베이스로 '고장에 강한 차량' 과 '사람과 친환경 차량', '차량의 안전성 향상'을 목표로 등장한 것이 4000형이다.

## 차량 개설
본 항목에서는 등장 당시의 사양을 기본으로 증비 구상에서의 변경 사항을 개별적으로 기술한다. 갱신으로 인한 변경에 대해서는 연혁에서 서술한다.
4000형은 길이 20m의 차량에 의한 10량 고정 편성으로 제조되었으며 형식은 선두차가 제어차의 쿠하 4050형으로, 중간차는 전동차의 데하 4000형과 부수차 사하 4050형이다. 차량 번호에 대해서는 권말의 편성표를 참조.
그 전까지는 오다큐에 존재했던 10량 고정 편성의 통근 차량에서는 4량 고정 편성과 6량 고정 편성을 연결한 10량 편성과 마찬가지로 검사시 신주쿠 방면 4량과 오다와라 방면 6량으로 분할하는 사양을 기본으로 하고 있었으며 이 4000형에서는 이것을 고쳐 검사시에는 4호차와 5호차 사이로 신주쿠 방면 6량과 오다와라 방면 4량으로 분할하는 '역 10량'을 기본으로 한다.

### 차체
선두차는 차체 길이 19,700mm, 전체 길이 20,150mm, 중간차는 차체 길이 19,500mm, 전체 길이 20,000mm 로 차체 폭은 지요다 선 직통 운행에 대응한 2,770mm로 되어 있다. 차체는 베이스가 된 E233계와 마찬가지로 프레임, 구체와 스테인리스 강으로 한 전 스테인리스 차량으로 차체 강도 향상을 도모하기 위해 구체 결합부에 대한 링크 구조의 채용 과 측면 기둥, 지붕 자재의 판자를 두껍게 했다. 차체 단면은 프레임 상면에서 차체 안쪽을 향해 조금 경사진 사다리꼴 단면 구조이다. 지붕에서는 오다큐의 공간파 무선(SR) 안테나 외에 JR용 디지털 무선 안테나 설치 받침 2기가 준비되어 있다.
전면은 50000형 VSE의 디자인을 담당한 오카베 노리아키가 감수한 오다큐 오리지널 디자인으로 차장측에 비상용 관통로를 조성하여 전체에 둥그스름한 느낌을 갖게 한 형상으로 했다. 전조등은 오다큐의 통근 차량으로는 처음으로 디스 차지 헤드램프(HID)가 채용되었다. 전면 유리는 두께 12.3mm 등 강화 유리로 내부 층위 3장을 끼워 넣고 위에 비산 방지 필름을 실내 측에 붙여 승무원의 보호를 도모한다.
측면 승객용 출입문은 각 차량 모두 4곳으로 높이는 1,850mm, 출입문 폭은 1,300mm로 했다. 출입문 중심 간격은 '통근·근교 전동차 표준 사양 가이드 라인'에 준거한 4,820mm이며, 선두차의 승무원실 쪽 1군데는 4,780mm로 되어 있다. 측면 창의 배치는 출입문 사이 창이 폭 1,890mm로 더 나아가 하강 창과 고정 창의 조합 차량, 차량 단부 측 창은 폭 700mm의 일단 하강 창이다. 모든 측면 유리는 UV·IR컷 열선 흡수 유리로 승객용 창의 롤 커튼은 생략되어 있다.

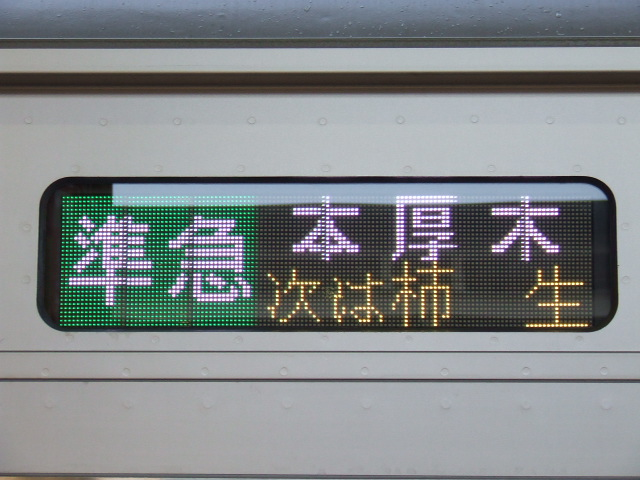
측면의 풀컬러식 LED 표시기

전면과 측면 모두 종별·행선 표시기는 풀컬러 LED식으로, E233계와 동일 규격이다. 일본어와 영어를 교대로 표시하는 것 외에, 오다큐에서는 처음으로 다음 정차역도 동시에 표시한다
차체 띠는 이전의 오다큐 통근 차량과 마찬가지로 푸른색 계통을 답습하여 3000형까지 제공된 로열 블루 이 아닌 리 마츠리의 색을 본뜬 임페리얼 블루의 띠로 했다.

### 실내
지하철 직통시를 고려하여 실내는 어두운 느낌을 주지 않게 배색했다. 또한 우선석 방향과 일반석 부분의 객실은 배색을 바꿈으로써 식별이 쉽도록 하고 있다.
좌석은 모두 롱시트로 승객용 출입문 사이에 7명, 승객용 출입문과 연결면 사이에는 3명분의 좌석이 배치된다. 좌석은 1인당 폭을 460mm로 설정했으며, 우선석은 파란색 계열 빛깔의 농담, 일반석은 붉은색 계통 빛깔의 농담으로 했다. 좌석 형상이나 손잡이의 배치(2차 도입분·다음 차량 분류는 후술)는 E233계와 동일하나, 출입문측의 칸막이 막 형태는 E233계와 다르다. 선두차의 좌석 중 승무원 차장대측 직전의 부분은 휠체어 공간을 마련하여 휠체어 이용이 없을 때 사용하기 위한 3명분의 수납식 좌석을 설치했으며, 2009년 증비차(2차 도입분)에서 수납식 좌석은 폐지되었다.
실내의 화장판은 화이트 계열로 바닥은 우선석 부근은 파란색을 기조로, 그 이외의 바닥은 빨간색을 기조로 했다. 또한 출입문 부근의 바닥 미끄럼 방지나 출입문 끝에는 주의 색깔로 황색으로 했다. 출입문 개폐시에는 도어 차임의 명동과 출입문 개폐 표시등을 설치했다.
손잡이는 우선석 부근은 황색, 그 이외의 장소는 흰색으로 했다. 또한 좌석 앞 손잡이의 높이는 1,630mm를 기본으로 하고 있지만 2011년 증비차(3차 차량)까지는 일부의 손잡이를 50mm 낮은 1,580mm로 되어 있었다.
차내 안내 표시 장치는 각 출입문 위에 15인치 액정 표시 장치를 설치한 'TVOS'('Train Vision Odakyu System')로 열차 종별·행선·정차 역 역구내도 및 수송 장애 정보 등의 표시 제어가 실시된다. 또한 4차 도입분이 된 4065×10에서는 17인치 액정 디스플레이를 2기 탑재하고 오른쪽에는 'TVOS(호차 표시 없는 새로운 타입)'를, 왼쪽에는 오다큐에서는 처음으로 트레인 비전을 채용했다.

### 주요 기기

#### 승무원실

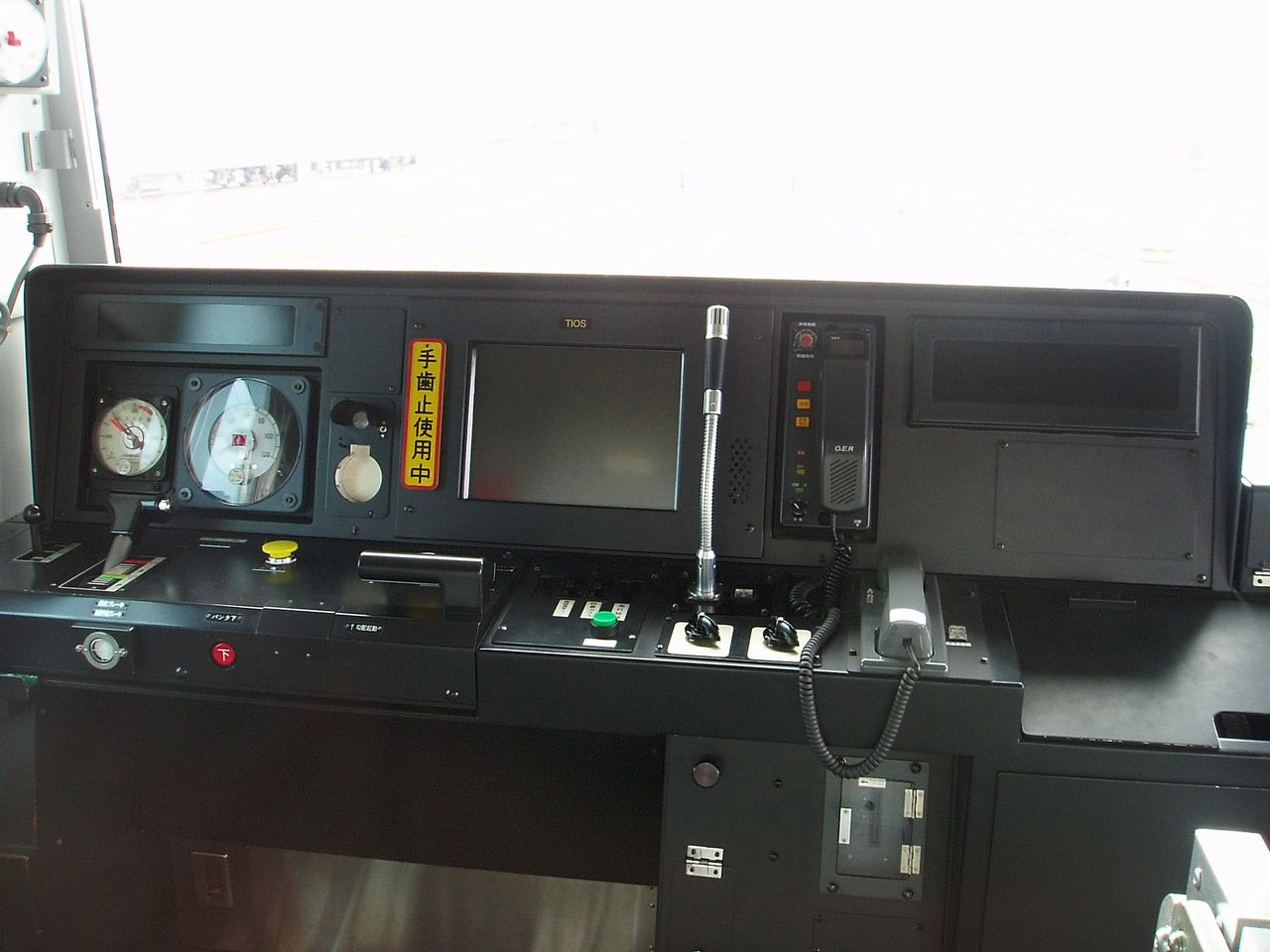
운전대

운전대는 3000형에서 계속 주간 제어기에 제동 설정기와 일체화한 왼손 조작형 원핸들식이 채용되었으며, 조작부와 제어부를 독립시킨 '로터리 엔코더 방식'이다. 운전사의 이상시 대응하는 기기로 EB장치를 도입한 데다, 주로 운전대는 손을 떼면 '절'위치에서 제동 위치로 돌아오는 오토 리턴 기능이 채용되었다. 또한 지정의 속도 영역(15 km/h 이상)으로 역행 4노치에서 역행 2노치로 핸들을 조작하여 정속 제어가 가능한 사양으로 되어 있다.
운전석의 위치는 3000형보다 발 위치 기준으로 80mm 높은 335mm로 운전대에서의 전망 개선과 함께 건널목 사고 등으로 운전사 구조를 위해 운전석 뒤편에는 비상용 관통 구조가 채용되었다. 계기판에는 운전사 소식 등으로 시계 간격을 중심으로 왼쪽에 오타큐용 보안 표시등, 압력계, 속도계를 배치하여 오른쪽에 모니터 표시기, 열차 무선 수신기 운전사용 마이크, 도쿄 메트로용 보안 표시등을 배치했다. 각종 스위치류는 운전사가 빈번하게 조작하는 것은 운전석에 앉은 상태로 오른손이 닿는 범위에 배치하고 반대로 통상 조작하지 않는 스위치류는 떨어진 곳에 배치하여 취급 실수의 방지를 도모하고 있다.
차장 스위치는 비틀어 올리는 방식(훅식)에서 오다큐에서는 처음으로 간접 제어식(릴레이식)을 채용하고 종착 역 도착시의 조작을 불필요하게 했다. 출입문의 조작은 오다큐 선내에서는 개폐 해제 버튼 조작 후에 차장 스위치를 조작하지만, 도쿄 메트로 선내에서는 호폐 해제 버튼을 사용하지 않고 그냥 차장 스위치를 조작하는 방식으로 하고 있다.
3000형에 이어 차량의 정보를 관리하는 시스템으로 TIOS(열차 정보 오다큐형 관리 장치)가 도입되어 차체의 배선 절감을 도모하고 있다. E233계와 마찬가지로 회로를 이중계로 하여 운행 장애의 저감을 도모한 것 외에 차량 간의 전송 속도를 10Mbps로 차량 관리를 위한 데이터를 보다 고속으로 송수신할 수 있다. 또한 4000형의 TIOS에서는 차량 통합 관리 기능으로 역행, 제동 조작 지령을 TIOS 경유의 편성 전체로 최적화를 실시하여 '역행·제동', TIOS에 의한 회생 제동 지연 제어의 최적화를 실시한 '회생 제동 M차 우선 제어', 기기의 감소를 위해 차량 탑재의 공기 압축기(제어용 및 공기 조절 장치용) 기동 지령을 TIOS에서 하는 '컴프레셔 기동 제어' 외에 후술하는 편성 순서 제어가 가능하다.
더 나아가 승무원 지원 시스템으로 입고시 작업이 되는 정지형 인버터(SIV) 정지·전동 공기 압축기(CP) 중단·집전 장치 강하·배터리 차단의 조작을 스위치 1개에서 하는 것이 가능한 '자동 차단 기능', 전술한 'EB장치', 승객용 출입문이 열려 있을 때에 주핸들이 제동 위치 이외의 위치로 가있을 때 경고 소리를 내는 '차량 전동 방지 지원 기능', 다음 정차 역 예고와 함께 편성 양 수도 표시하는 것으로 정지 위치 오버런 방지를 도모한 '정차 예고', 차량 출고시의 점검 작업을 TIOS에 의한 자동 진행(기동 시험을 제외)으로 '자동 출고 점검' 외에 수선원 지원 시스템으로 차량 유치 상태에서 차내 안내 표시 장치, 자동 방송 장치의 작동 상황을 확인하는 '모의 주행 기능', 성능 확인 시험 운전시 TIOS 중앙 연산 장치에 컴퓨터를 접속하는 것으로 컴퓨터에 차량 성능을 수집하는 '런 커브 데이터 출력 기능', 정기 검사 항목을 TIOS의 지령으로 자기 진단을 하는 '자가 시험 기능' 을 구현하고 있다.
경적에는 공기 피리인 AW-5C형, 전자 피리에는 야하타 전기 산업 제품의 YA-92119형 이 탑재되었다. 보안 장치는 오다큐 선내에서 사용하는 OM-ATS·지하철에서 사용하는 차내 신호식 자동 열차 제어 장치(신 CS-ATC) 외에, 오다큐 선내에서 새롭게 채용된 D-ATS-P도 탑재했다.

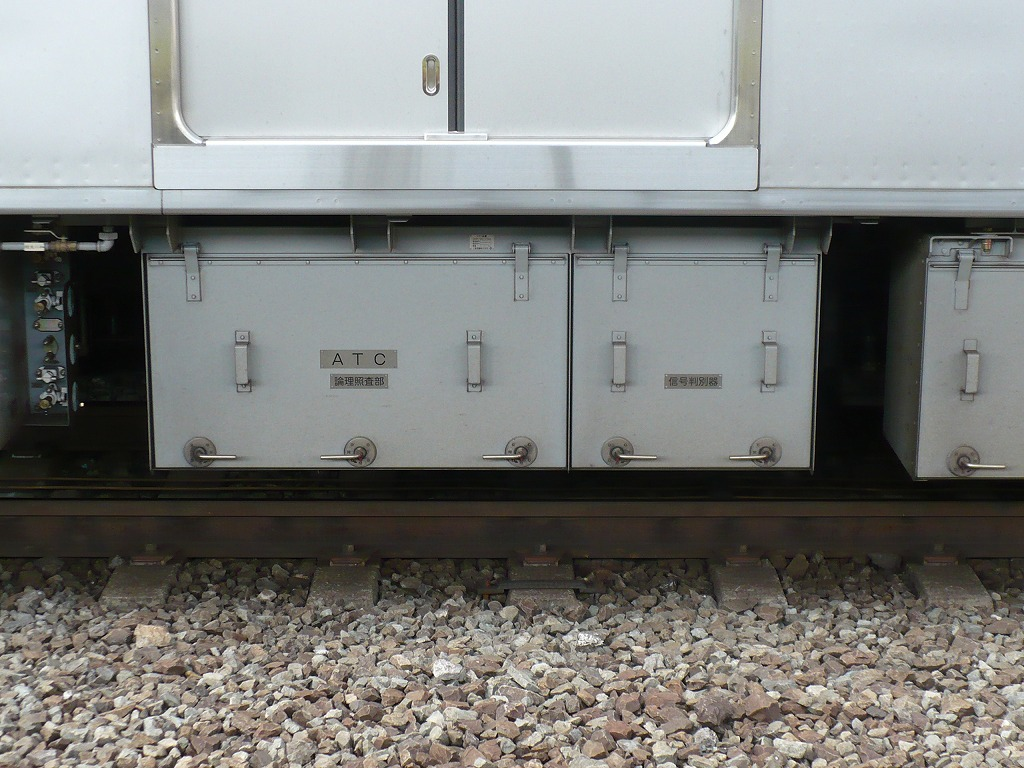
지요다 선용 ATC장치 왼쪽이 논리 조사부, 오른쪽이 신호 판별기
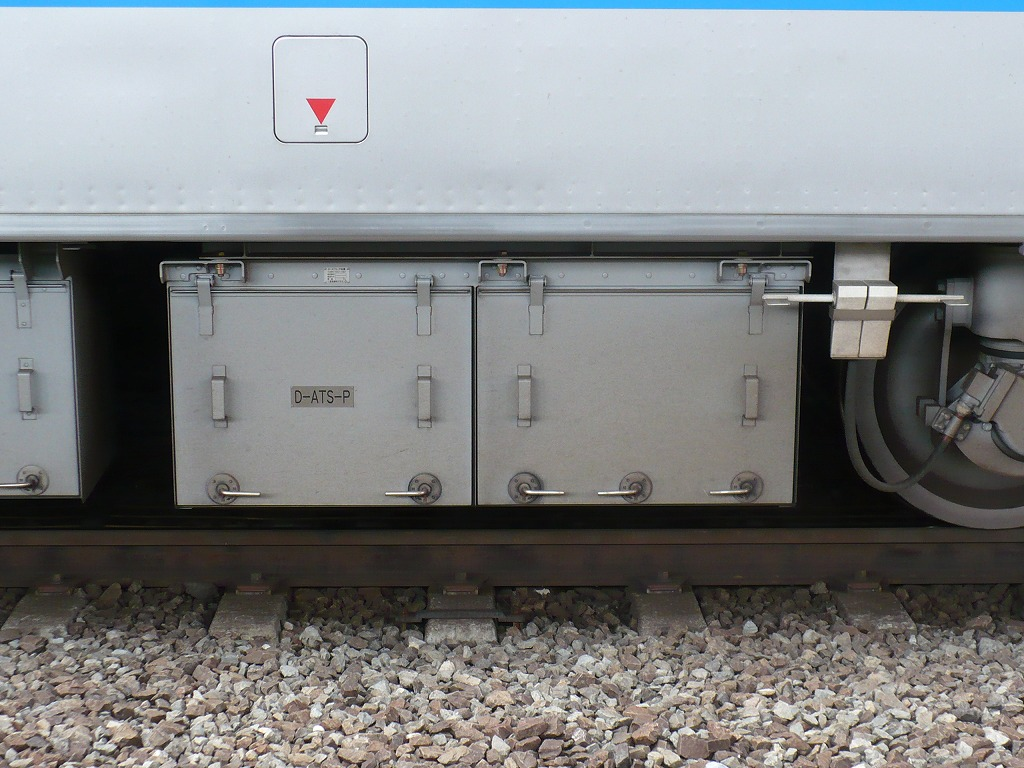
오다큐용 D-ATS-P 장치

#### 주행 관련 기기

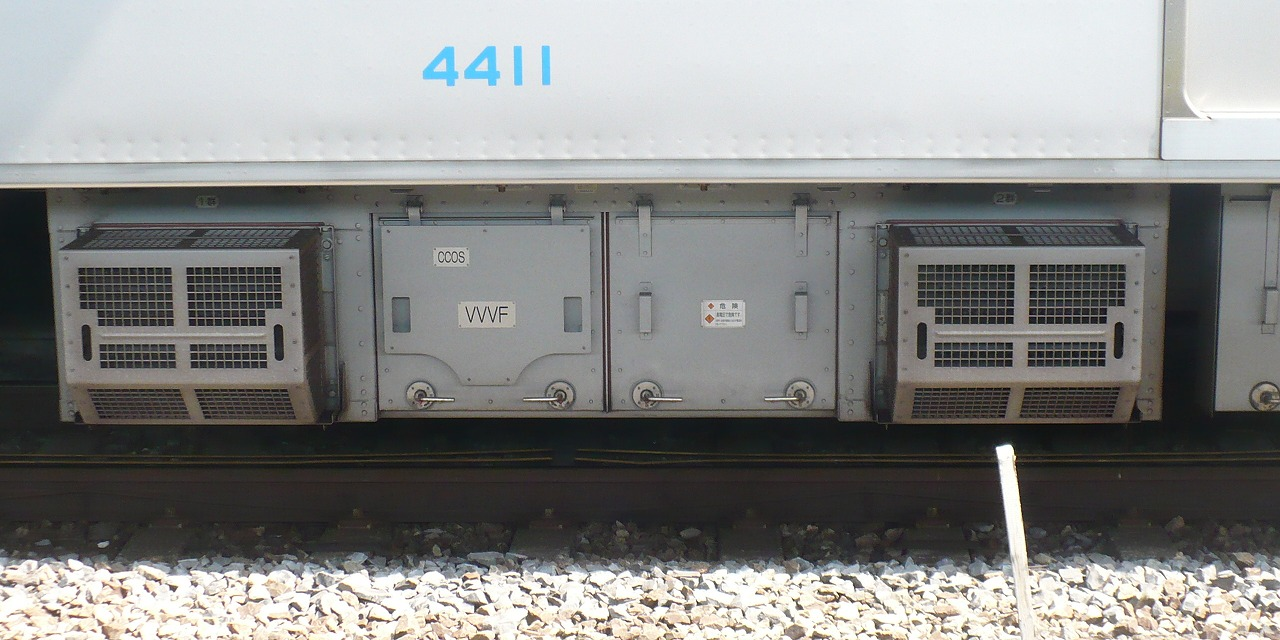
미쓰비시 전기 VVVF 인버터 장치

제어 장치는 미쓰비시 전기의 IPM-IGBT 소자 2레벨 방식의 VVVF 인버터 제어 장치 인 MAP-198-15V172형 이 채용되었다. 인버터 1기에서 주로 전동기 4대를 제어하는(1C4M) 유닛을 1군으로 1대의 장치 속에 2군의 기기를 포함하고 있는 것으로 데하 4000번대·데하 4200번대·데하 4400번대의 차량에 탑재했다. PG 센서리스 벡터 제어 방식을 채택하여, 전력 회생 제동은 정지 직전까지 기능의 순전기제동을 탑재하고 있다. 소자의 냉각 방식은 주행풍에 이용하는 것으로 냉매에 물을 사용한다. 장치에는 15 km/h 이상 속도 영역에서의 정속 운전 기능과 30 km/h 이상 속도 영역에서의 억속제동 기능을 갖추고 있다.
주전동기는 미쓰비시 전기의 외선식 전밀폐 농형 3상 유도 전동기 인 출력 190kW의 MB-5123-A형을 채용했으며, 기어비를 3000형보다 더 낮은 96:17(5.65)로 설정했다. 주전동기의 소음 시험에서는 기존의 개폐형 유도 전동기와 비교해하여 약 9dB의 소음 저감이 확인되었다. 구동 방식은 지금까지의 통근 차량과 같은 WN 구동이다.
제동 장치는 회생제동 병용 전전기 지령식 전자 직통 제동을 채택했다. TIOS로 편성 전체에서 제동력의 관리를 하는 방식으로 오다큐 철도 종합 기술 연구소·미쓰비시 전기·츠쿠바 대학이 공동 개발한 '편성 활주 제어'를 도입하고 있다. 기초 제동 장치는 전동차가 싱글식(편압식) 유닛 제동으로, 제어차와 부수차는 통근 차량에서는 초대 4000형 이후 디스크 제동(트윈 디스크식)이 채용되었으며 유닛 제동과의 병용으로 하고 있다. 제어차에서는 대차 단위로 제동 제어 장치와 공급 벨브를 탑재했으며, 건널목 사고 등으로 선두 대차의 기기가 파손된 경우에도 선두 대차의 제동만을 개방하여 편성 전체의 제동력 저하를 최소화하는 것을 시도했다.
대차는 도큐 차량 제조제 축량식 액슬 박스 지지 방식 볼스터리스 대차를 채용했다. 동력 대차가 TS-1033형과 TS-1033A형, 부수 대차는 TS-1034형과 TS-1034A형이다. 동력 대차 중 데하 4300번대에 탑재되는 대차는 축 스프링이 다르기 때문에 TS-1033A형 선두차 전방측 대차에는 주차 제동이 부가되어 TS-1034A형 과 각각 별도 형식의 대차가 되었다.

### 그 밖의 기기
바닥 밑 기기 배치에 대해서는 그 동안의 오다큐의 차량과는 제어 장치와 공기 제동 기기의 배치를 진행 방향 기준으로 좌우 반대로 배치한 것 외에 전기 회로선 번호는 E233계와 동일 사양이다. 출입문 개폐 장치에는 오다큐에서는 처음으로 전동 스크루 축식이 채용되었다. 차내 보온을 위해 측면 4도어 가운데 3곳을 닫아 두는 '3/4 닫힘 취금' 기능을 탑재하고 있다.
집전 장치(팬터그래프)는 싱글암식 PT7113-B형을 채용했으며, 데하 4000번대·데하 4200번대·데하 4400번대 차량에 설치했다. 단체는 강설시의 착설량 절감을 도모하기 위해 강도를 향상하면서 테두리를 얇게 한 알루미늄 제로, 피뢰기를 집전 장치의 프레임에 직접 장착했다. 팬터그래프에는 상승 검지 장치를 마련하고 있어 운전대의 TIOS 모니터 화면에서 상승과 하강 상태를 확인 가능하다.
냉방 장치에 대해서는 냉동 용량 50,000kcal/h(58.14 kW)의 미쓰비시 MCU-720형 집중식 냉방 장치를 채용했다. 냉방 장치 등의 서비스 기기에 전력을 공급하는 보조 전원 장치는 출력 260kVA의 IGBT 소자식 정지형 인버터(SIV)을 대하 4100번대·대하 4500번대의 차량에 탑재했다. 장치는 고장시의 용장성을 높이기 위해 일부 회로를 2중계로 한 '대기 2중계' 방식이다.
전동 공기 압축기(CP)는 소용량 스크롤 압축기를 3대 1유닛으로 구성하는 '멀티 컴프레셔 시스템'을 채용했으며, 3상 교류 440V로 구동하는 저소음 스크롤식 의 MBU-1600Y2형을 채용했다. 2007년도에 도입된 차량에서는 쿠하 4050번대·사하 4350번대·쿠하 4550번대의 차량에 탑재했으며, 2009년 이후 증비 차량에서는 데하 4100번대·사하 4350번대·데하 4500번대 차량 탑재로 변경되었다.
연결기는 선두차 전부 밀착 연결기 외에는 기본적으로 반영구 연결기이다. 다만 T1차와 T2차의 사이는 설비상의 관계로 검사 때 6량과 4량으로 분할 가능하도록 밀착 연결기로 구성되어 있는 것 외에 이식형의 운전대 장치를 설치할 수 있다. 그 외에 5호차인 사하 4350번대에는 지하철 지요다 선용 유도 무선 송수신기와 유도 무선 안테나(측면 안테나, 바닥 밑 안테나)가 설치되어 있다.
비상용 사다리는 각 선두차의 승무원실에 보조 의자와 겸용한 것을 설치한 것 외에 데하 4300번대·사하 4350번대·사하 4450번대의 바닥 밑에도 비상용 사다리를 수납했다.

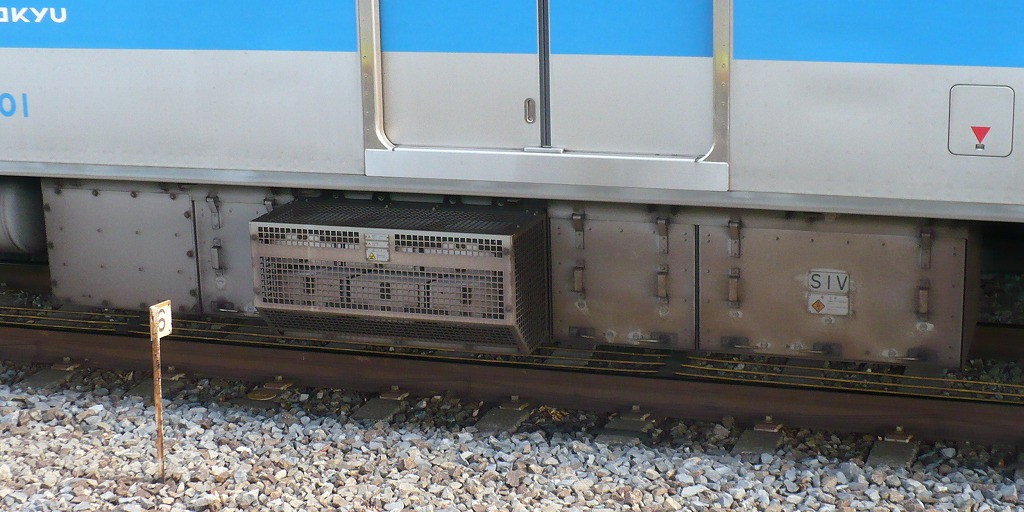
SIV 보조 전원 장치
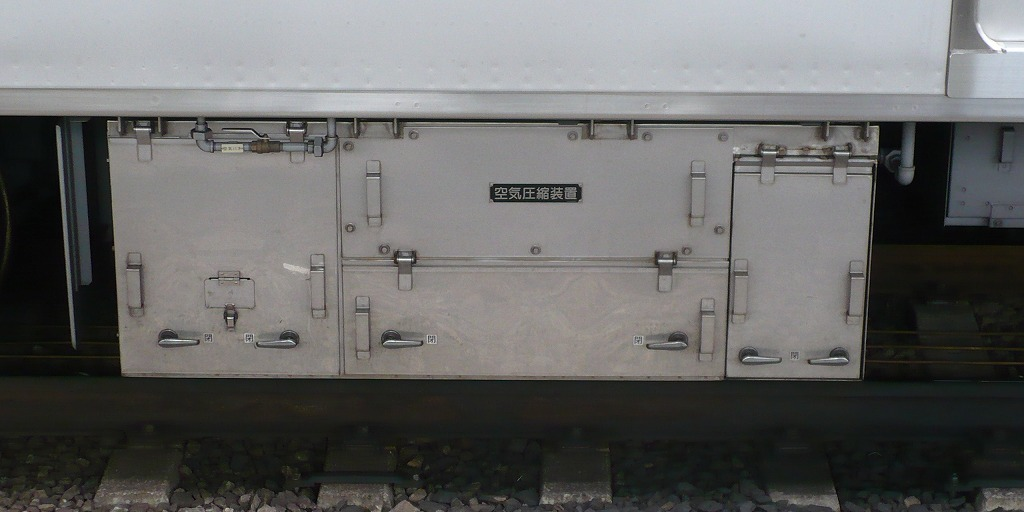
미쓰비시제 공기압축기
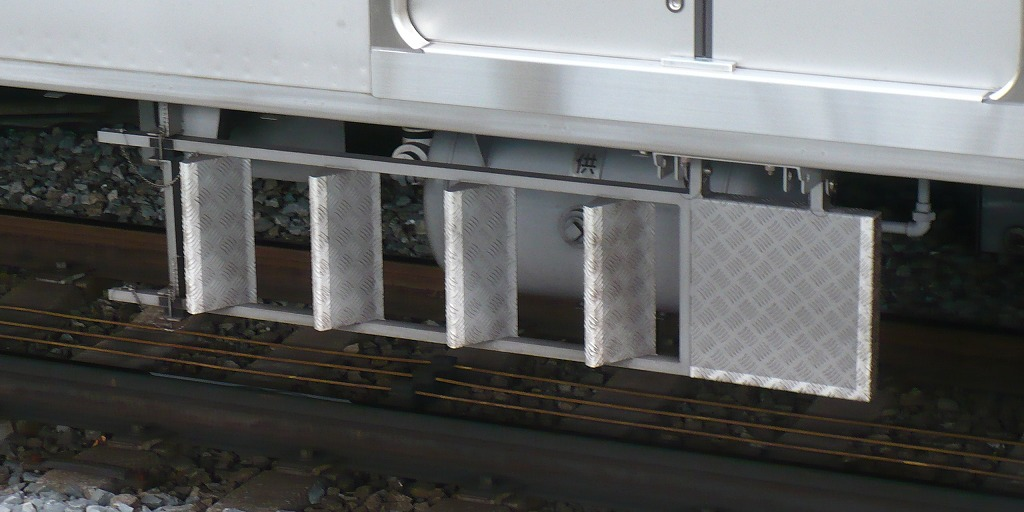
중간차 3량의 하부에 설치된 비상용 계단

## 연혁

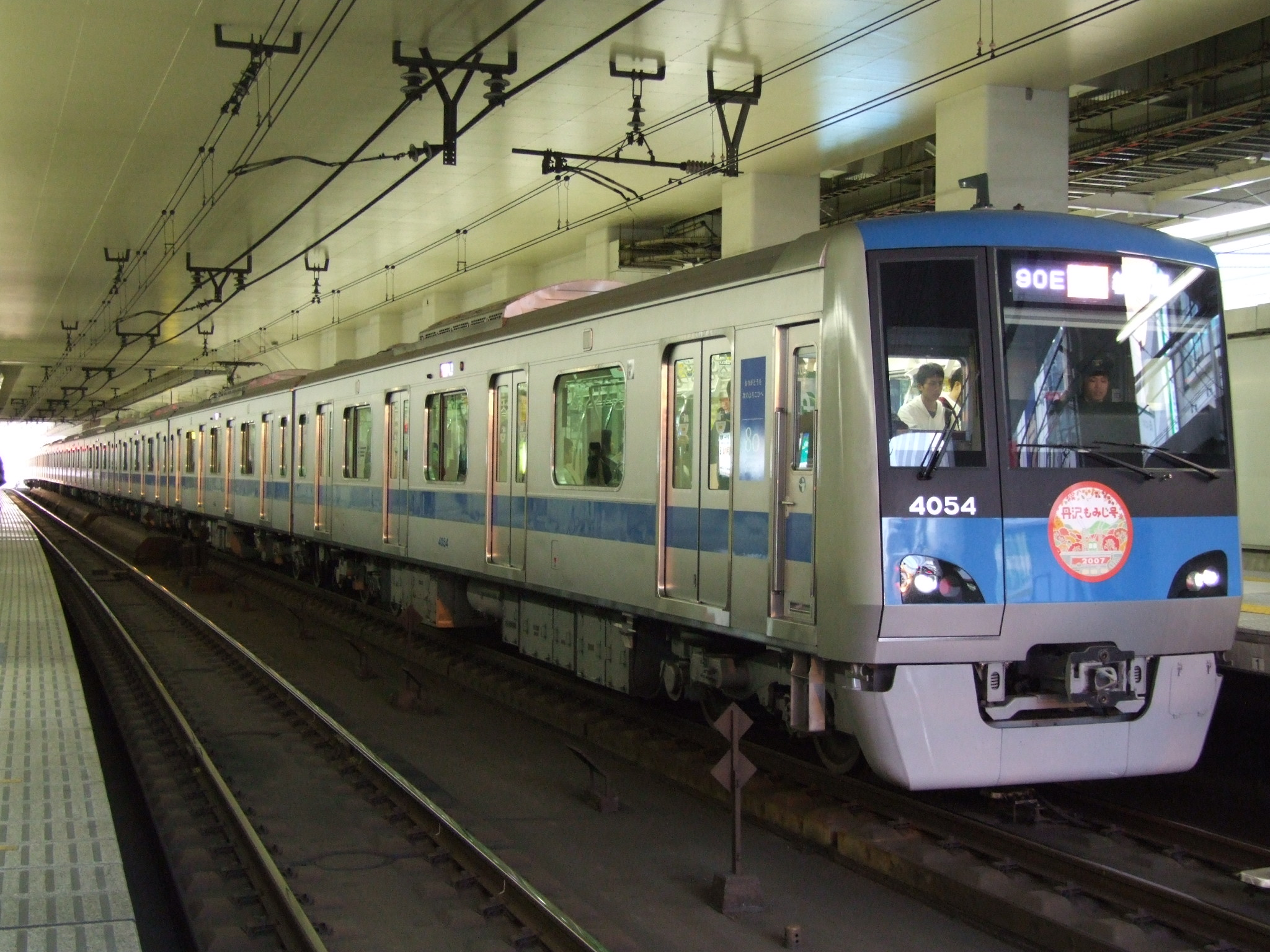
지요다 선 직통 임시 열차 '단자와모미지호' 영업 운행에 오른 4054×10(2007년 11월 25일)

2007년 9월 22일부터 오다큐 선내에서 운행을 시작 하고 그 해 9월 29일부터는 지요다 선 직통 열차 운행도 개시되었다. 2007년 12월 10일에 완성한 4056×10은 오다큐의 차량으로서는 처음으로 JR동일본 니쓰 차량 제작소에서 제작되었다.
4000형의 투입이 진행되어 지요다 선 직통 열차는 모두 10량 고정 편성화되어 그 동안 지요다 선 직통 열차에 사용되던 1000형 중 4량 고정 편성과 6량 고정 편성을 연결해서 10량 편성을 조성한 차량은 ATC 장치를 제거 하고 지상선 운용에 전용되면서 5000형·5200형의 퇴역이 진행되었다. 그 후에도 4000형 증비는 계속되어 2010년까지 1000형의 10량 고정 편성은 지요다 선 직통 열차에서 밀려나고, 직통 열차는 4000형만의 운용이었다.
지요다 선 직통(지요다 선 단독 운용도 포함) 운용 외에도 오다와라 선·에노시마 선에서 급행이나 쾌속 급행 등 다른 10량 고정 편성과 일반적으로 폭넓게 운용되고 있다.
2007년 시점에서는 오다큐의 우선석 설치 위치는 각 차량의 신주쿠 방면 차량 단부이며, 차량 개설의 절에서 기술한 우선석 부근의 색깔도 그렇게 되어 있었다. 그러나 2009년 3월에 우선적 위치를 각 차량의 오다와라 방면 차량 전방으로 변경했을 때 내장재는 그대로 존치되어 뒤죽박죽인 상태가 되었다.
2009년도에는 2차 도입분 4편성(4058×10-4061×10)이 제조되었다. 이 2009년도 이후의 증비차에서는 우선석 부근의 색깔도 당초부터 오다와라 방면 차량 전방으로 설정되어 있다.
2010년도에는 3차 도입분이 되는 2편성(4062×10·4063×10)이 제조되었다.
2011년도에는 1편성(4064×10)이 제조되었다. 이 편성도 3차 도입분으로 분류되어 있다.
2012년도에는 4차 도입분 1편성(4065×10)이 제조되었다. 그 해부터는 철도 차량에서 최초의 조광 기능을 갖춘 LED 조명이 도입되었으며, 차내 LCD가 가로형 2화면으로 변경되었다. 또한 우선석 상부에 위치한 LED 조명은 전구색으로, 일반석과의 구분이 되어 있다. "부딪치기 쉽다"는 민원이 있어 1,630 mm와 1,580 mm의 2종류였던 손잡이의 길이가 1,630 mm의 1종류로 통일되었다. 그 외에 연결면 측 좌석위의 선반 끝에 낙하 방지판을 설치했다. 4065×10은 종합 차량 제작소 요코하마 사업소에서 오다큐에 납품된 최초의 차량이다. 또한 초기의 편성도 순차적으로 차내 LCD가 4065×10에 준한 것으로 변경되었다.
2013년 4월부터 조반 완행선 직결 운행에 대비한 개조 공사가 순차적으로 실시되었다.
2016년 3월 26일부터 조반 완행선에서의 운행을 개시했다.

## 편성표
범례Tc...제어차, M...동력차, T...부수차, VVVF...제어 장치, SIV...보조 전원 장치(정지형 인버터), CP...전동 공기 압축기, PT...집전 장치

### 내용주
1. ↑  신주쿠 방면이 6량, 오다와라 방면이 4량이 된 10량 편성을 취미자가 이렇게 부르기도 한다(『철도 픽토리얼』 통권 546호 p.109).
2. ↑  ■문셀 기호 '5B 4/6'(철도 픽토리얼 통권 829호 나카야마 요시히코 『오다큐 차량 -소리와 빛깔-』(2010) p.191).
3. ↑  ■문셀 기호 '2.14PB 4.22/8.48' (철도 픽토리얼 통권 829호 나카야마 요시히코 『오다큐 차량 -소리와 빛깔-』(2010) p.191).
4. ↑  출력을 190kW로 하기 때문에 방열 성능 향상 및 협궤 대차에 탑재하기 위한 소형 경량화로 내부 공기 순환 경로에서 외기를 통한 방열 효율을 기존보다 향상시키고 내부 순환 공기를 냉각하는 방열 시스템이다. 게다가 로터 바의 재질에 크롬구리합금을 채용하여 손실을 억제하고 발열량을 저감하고 있다. 주전동기의 극수는 기존 4극에서 6극으로 교체하여 코일 엔드의 콤팩트화를 도모하면서 소형 경량화하고 있다.
5. ↑  1000형이 지상선으로 전용되면서 5000형·5200형을 교체했다.

### 참조주
1. ↑  철도 픽토리얼 통권 829호 기시카미 아키히코 『오다큐 전철 차량 경력표』(2010) p.305
2. ↑  교통 신문사 '철도 운행 정보' 2013년 4월호 '사철 차량의 움직임' 126-128쪽 기사.
3. 1 2 3 4 5 6 7 8 9 10 11  철도 픽토리얼 통권 829호 기시카미 아키히코 『오다큐 전철 현유 차량 프로필』(2010) p.272
4. 1 2 3 4 5 6 7 8  철도 픽토리얼 통권 829호 기시카미 아키히코 『오다큐 전철 주요 제원표』(2010) p.316
5. 1 2 3 4 5 6 7 8 9 10 11 12 13 14  철도 저널 통권 493호 오다큐 전철(주) 운전 차량부 『오다큐 전철 4000형』(2007) p.97
6. 1 2 3 4 5 6  철도 픽토리얼 통권 829호 기시카미 아키히코 『오다큐 전철 현유 차량 프로필』(2010) p.267
7. 1 2 3 4 5 6 7 8 9 10 11 12  철도 팬 통권 559호 오다큐 전철(주) 운수 차량부 『오다큐 전철 4000형』(2007) p.77
8. 1 2 3 4 5 6 7 8  철도 팬 통권 559호 오다큐 전철(주) 운수 차량부 『오다큐 전철 4000형』(2007) p.72
9. 1 2 3 4 5 6  철도 저널 통권 493호 오다큐 전철(주) 운전 차량부 『오다큐 전철 4000형』(2007) p.98
10. 1 2 3 4 5 6 7 8 9 10 11  철도 팬 통권 559호 오다큐 전철(주) 운수 차량부 『오다큐 전철 4000형』(2007) p.75
11. 1 2 3 4 5 6 7 8 9 10 11 12 13 14 15 16 17  철도 저널 통권 493호 오다큐 전철(주) 운전 차량부 『오다큐 전철 4000형』(2007) p.99
12. 1 2 3 4 5 6 7  철도 저널 통권 493호 오다큐 전철(주) 운전 차량부 『오다큐 전철 4000형』(2007) p.96
13. 1 2 3 4 5 6 7 8  철도 픽토리얼 통권 829호 丹克暁・大路弘幸・亀井進 『차량 총설』(2010) p.51
14. ↑  철도 운행 정보 통권 145호 『EXE 115DAYS』(1996) p.15
15. 1 2 3 4 5 6 7 8  레일 앤드 테크 출판 '철도 차량과 기술' No.132 '오다큐 전철 4000형 전동차의 개요(1)' 기사.
16. ↑  철도 픽토리얼 통권 829호 丹克暁・大路弘幸・亀井進 『차량 총설』(2010) p.49
17. 1 2 3 4 5 6 7 8 9 10  레일 앤드 테크 출판 '철도 차량과 기술' No.133 '오다큐 전철 4000형 전동차의 개요(2)' 기사.
18. 1 2 3 4  에리에이 '토레인' 2007년 8월호 MODELERS FILE '오다큐 전철 4000형 신세대의 지하철 지요다 선 직통용 전동차'(도움말: 오다큐 전철)기사.
19. 1 2 3 4 5 6 7  철도 픽토리얼 통권 829호 기시카미 아키히코 『오다큐 전철 현유 차량 프로필』(2010) p.268
20. 1 2 3 4 5 6 7 8 9 10  철도 팬 통권 559호 오다큐 전철(주) 운수 차량부 『오다큐 전철 4000형』(2007) p.73
21. ↑  철도와 테크로노지 통권 12호 『오다큐 통근형 전동차 대도감』(2011) p.83
22. 1 2 3 4 5 6  철도와 테크로노지 통권 12호 『오다큐 통근형 전동차 대도감』(2011) p.84
23. ↑  철도와 테크로노지 통권 12호 『오다큐 통근형 전동차 대도감』(2011) p.82
24. ↑  철도 팬 통권 559호 오다큐 전철(주) 운수 차량부 『오다큐 전철 4000형』(2007) pp.72-73
25. ↑  철도 픽토리얼 통권 829호 기시카미 아키히코 『오다큐 전철 현유 차량 프로필』(2010) p.269
26. 1 2  "전철의 손잡이, 높은지 낮은가 좌석에도 연구의 역사 보관됨 2015-02-24 - 웨이백 머신" 일본 경제 신문(2013년 7월 12일)
27. 1 2 3 4  “오다큐 4000형 4065편성이 영업 운행을 시작” (일본어). 교우사 『철도 팬』 railf.jp 철도 뉴스. 2013년 3월 5일. 2013년 3월 12일에 확인함.
28. 1 2 3 4  철도 팬 통권 559호 오다큐 전철(주) 운수 차량부 『오다큐 전철 4000형』(2007) p.76
29. 1 2 3 4 5  철도 팬 통권 559호 오다큐 전철(주) 운수 차량부 『오다큐 전철 4000형』(2007) p.74
30. ↑  철도 저널 통권 493호 오다큐 전철(주) 운전 차량부 『오다큐 전철 4000형』(2007) pp.97-98
31. ↑  철도 픽토리얼 통권 829호 中山嘉彦『오다큐 차량 -소리와 빛깔-』(2010) p.189
32. ↑  철도 픽토리얼 통권 829호 中山嘉彦『오다큐 차량 -소리와 빛깔-』(2010) p.190
33. 1 2 3  철도 픽토리얼 통권 829호 丹克暁・大路弘幸・亀井進 『차량 총설』(2010) p.52
34. ↑  '주전동기의 고성능 기술' 2011년 전기 학회 산업 응용 부문 대회 3-S10-2
35. ↑  '오다큐 전철 4000형의 저소음화 기술' J-Rail2007
36. ↑  『철도 차량과 기술』 통권 133호
37. 1 2  철도 픽토리얼 통권 829호 丹克暁・大路弘幸・亀井進 『차량 총설』(2010) p.58
38. ↑  철도 픽토리얼 통권 829호 杉田弘志 『오다큐 전철 운전의 변천과 그 흥미』(2010) p.214
39. 1 2  철도와 테크로노지 통권 12호 『오다큐 통근형 전동차 대도감』(2011) p.92
40. 1 2 3 4 5 6 7  교통 신문사 '오다큐 전철의 세계' 기사.
41. ↑  철도 저널 통권 513호 『Railway Topics』(2009) p.142
42. ↑  철도 저널 통권 525호 『Railway Topics』(2010) p.145
43. ↑  철도 저널 통권 538호 『Railway Topics』(2011) p.147
44. 1 2  철도 저널 통권 549호 『Railway Topics』(2012) p.150
45. ↑  “조광 기능 부가 LED 조명 탑재 차량의 운행을 시작” (PDF) (보도 자료). 오다큐 전철. 2013년 2월 20일. 2013년 3월 12일에 확인함.
46. ↑  “오다큐 4000형 10편성이 갑종 수송되다” (일본어). 교우사 『철도 팬』 railf.jp 철도 뉴스. 2012년 11월 28일. 2013년 3월 12일에 확인함.
47. ↑  교우사 '철도 팬' 2014년 8월호 59쪽 기사.
48. ↑  “오다큐 선 지요다 선 JR 조반 선(각역 정차)의 상호 직통 운행을 위한 준비를 시작합니다~ 오다큐·JR동 일본 차량도 3선 직통 가능한 차량으로 만들어 갑니다~” (PDF) (보도 자료). 동일본 여객철도. 2013년 3월 27일. 2013년 3월 27일에 확인함.